# Bob Bignall
Robert Francis Bignall (ur. 14 marca 1922 w Wollongong, zm. 11 sierpnia 2013 tamże) – australijski piłkarz grający na pozycji obrońcy, reprezentant kraju, olimpijczyk z Melbourne 1956.

## Kariera piłkarska
Bob Bignall karierę rozpoczął w 1935 roku w klubie juniorskim Corrimal Rangers. Następnie grał w klubach Nowej Południowej Walii: Woonona-Bulli, North Shore (1945), Corrimal (1950-1953) i South Coast United (1960), w których rozegrał ponad 400 meczów.

## Kariera reprezentacyjna
Bob Bignall w latach 1954-1956 rozegrał 8 meczów w reprezentacji Australii, w której zadebiutował dnia 28 sierpnia 1954 roku na Brisbane Cricket Ground w Brisbane w wygranym 4:1 meczu towarzyskim przeciwko reprezentacji Nowej Zelandii, a dnia 24 września 1955 roku podczas przegranego 0:6 meczu towarzyskiego z reprezentacją RPA rozgrywanego na Sydney Cricket Ground w Sydney został szesnastym w historii drużyny Antypodów kapitanem, którym był również podczas igrzysk olimpijskich 1956 w Melbourne, gdzie reprezentacja zakończyła udział w ćwierćfinale po przegranej 2:4 z reprezentacją Indii.

## Życie prywatne
Bob Bignall miał córkę Julie Everingham, trójkę wnucząt: Luke’a Everinghama, Hayley Everingham i Skye Gray oraz czwórkę prawnucząt. Zmarł 11 sierpnia 2013 roku w Wollongong w wieku 91 lat.